# Bletia florida
Bletia florida es una especie de orquídea de hábito terrestre originaria del Caribe.

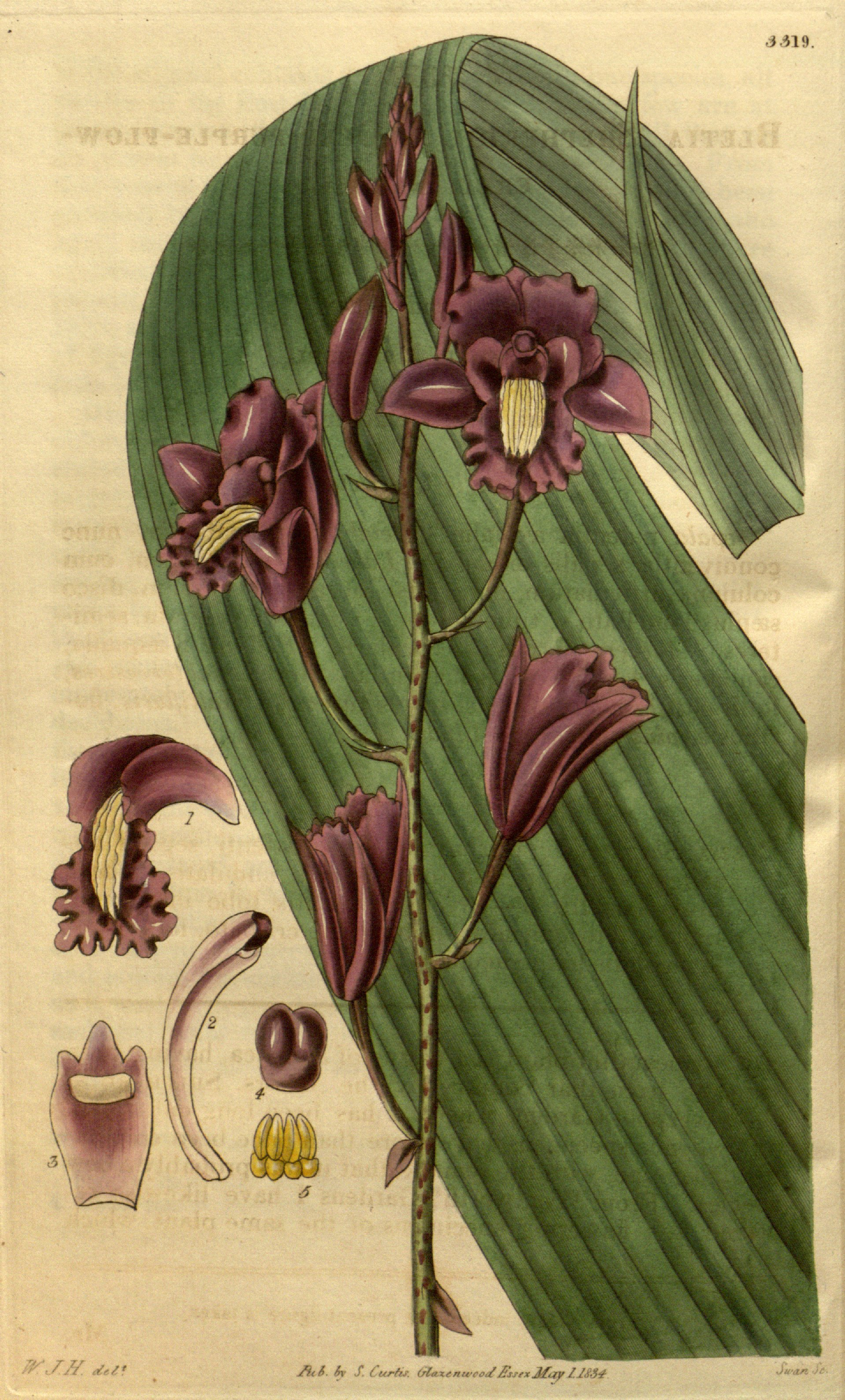
Ilustración

## Descripción
Es una orquídea que prefiere el clima fresco al cálido, es de hábito terrestre con pseudobulbos subglobosos con pocas hojas lineales a lanceoladas, largamente acuminadas, basalmente atenuadas. j t aime laurel Florece en una inflorescencia erecta de 80 a 90 cm de largo, con muchas flores de 3.75 cm de largo, con brácteas florales agudas, las flores son vistosas y realizan su apertura de forma sucesiva siendo muy duraderas. La floración se produce en el invierno a la primavera.

## Distribución y hábitat
Se encuentra distribuida por Colombia, Cuba y Jamaica.

## Taxonomía
Bletia florida fue descrita por (Salisb.) R.Br. in W.T.Aiton y publicado en Hortus Kewensis; or, a catalogue . . . 5: 206. 1789.
Etimología
Ver: Bletia
florida: epíteto latino que significa "con floración".
Sinonimia
- Bletia shepherdii Hook. 1834
- Bletilla florida (Salisb.) Rchb.f. 1853
- Cymbidium floridum Salisb. 1796
- Gyas florida Salisb. 1812
- Limodorum floridum Salisb. 1796
- Thiebautia nervosa Colla 1824[1][4][5]